# Akbank
Akbank Т.А.Ş. является одним из крупнейших банков в Турции. Он основан в 1948 году. На 2017 год, выручка компании составила почти 13,7 млрд. лир. Банк котируется на бирже Borsa Istanbul, его крупнейшими акционерами являются члены семьи Сабанджи.
Akbank вошел в число «Самых ценных банковских брендов в Турции» согласно отчету «Brand Finance - Banking 500, 2018» седьмой раз подряд. Акбанк также добился значительных успехов, заняв 126-е место в рейтинге самых ценных банковских брендов.

## История
Акбанк был основан в Адане, Турция, в январе 1948 года, первоначально для финансирования производителей хлопка в Чукурова. Поскольку большинство учредителей банка родились в городе Кайсери, было выбрано имя «Adana-Kayseri Bankası», которое вскоре сократилось до инициалов AK или Akbank. Основателями были Хаджи Омер Сабанджи, братья-промышленники Ахмет и Бекир Сапмаз, а также пять владельца аданского текстильного бизнеса Милли Менсукат, Нух Наци Язган, Нури Хас, Мустафа Озгюр и Сейит Текин. Эта группа людей имела 80% акций, а оставшиеся 20% предлагались инвесторам в Адане и Стамбуле. Филиал банка в Адане быстро рос и развивался, после чего открылся первый филиал в Стамбуле в районе Сиркеджи 14 июля 1950 года, они перенесли свою штаб-квартиру в Стамбул в 1954 году. Первоначальные учредители управляли банком до 1962 года, когда он был передан семье Сабанджи. Быстро увеличивая количество своих отделений, Акбанк автоматизировал все банковские операции в 1963 году.
В 1993 году Akbank основал арт-центр Akbank Sanat в Бейоглу, Стамбул .
Akbank основал Ak Securities в 1996 году, Ak Investment Fund в 1998 году, Ak Asset Management Company и ее отдел частного банковского обслуживания в 2000 году, Ak Pension Fund в 2003 году и Ak Leasing в 2005 году. В феврале 2006 года Ak Pension Fund был продан страховой компании Aksigorta.
9 января 2007 года Akbank и Citigroup заключили соглашение о стратегическом партнерстве, в соответствии с которым Citigroup приобрела 20% акций Akbank примерно на 3,1 миллиарда долларов США (0,095 TRL на акцию).
По состоянию на 31 декабря 2010 года Акбанк сообщил о консолидированной чистой прибыли в размере 3,010 млн. лир (1,958 млн. долларов США), общая сумма консолидированных активов 120 070 млн. лир (78 089 млн. долларов США). Коэффициент достаточности консолидированного капитала Akbank, составляющий около 20%, является одним из самых высоких показателей, достигнутых в секторе.
В 2010 году Akbank продолжал собирать средства на международных рынках, и к концу года общий объем ресурсов достиг 8,0 млн. долларов США.
В 2013 году Citigroup продала 10,1% акций Akbank из-за Базель III и технических причин, связанных с Citibank. После этой сделки доля Citigroup в Akbank составила 9,9%, но 5 марта 2015 года Citi объявила, что продает оставшиеся акции за 1,15 млрд долларов.

## Операции
На 2008 год Akbank признан самым ценным банком Турции, имеющим самые прибыльные банковские операции среди частных банков страны. Кроме того, он является одним из крупнейших банков Турции по объему кредитов.
Вместе со своей основной банковской деятельностью Akbank предлагает широкий спектр розничных, коммерческих, корпоративных, частных банковских услуг и услуг международного торгового финансирования.
Банк насчитывает более 800 филиалов и около 14 000 сотрудников. Akbank работает из своей штаб-квартиры в Стамбуле и 20 региональных управлений по всей Турции. Он предоставляет услуги не только через свои филиалы, но также через розничные и корпоративные интернет-отделения.
Akbank котируется на Стамбульской фондовой бирже (ISE), где около 51,1% его акций обращаются на бирже. Акции Akbank составляют 4,9% от общей рыночной капитализации BIST 100 и 16,9% от общей рыночной капитализации банков, включенных в BIST, по состоянию на июнь 2018 года.

## Основные дочерние компании
- Ak Asset Management
- Ak Lease
- Ak Investment
- Akbank AG